# Cuangar
Cuangar es un municipio de la provincia de Cubango en Angola. En julio de 2018 tenía una población estimada de 32 055 habitantes.
Se encuentra ubicado al sureste del país, cerca del curso alto del río Okavango y enfrente de la ciudad de Nkurenkuru, Namibia.